# Піївська сільська рада
| Піївська сільська рада — орган місцевого самоврядування у Миронівському районі Київської області з адміністративним центром у с. Пії. Сільській раді підпорядковані населені пункти: - с. Пії - с. Липовий Ріг |

## Склад ради
Рада складається з 12 депутатів та голови. Загальні відомості про результати голосування 25.10.2015 див. у .

### Керівний склад ради
| ПІБ                           | Основні відомості                                                               | Дата обрання | Дата звільнення |
| ----------------------------- | ------------------------------------------------------------------------------- | ------------ | --------------- |
| Гребельник Тетяна Захарівна   | Сільський голова, 1958 року народження, освіта, позапартійна                    | 26.03.2006   | 31.10.2010      |
| Яценко Тетяна Іванівна        | Сільський голова, 1961 року народження, освіта середня спеціальна, позапартійна | 31.10.2010   | 25.10.2015      |
| Майстренко Юрій Олександрович | Сільський голова, 1989 року народження, освіта вища, безпартійний               | 25.10.2015   |                 |

Примітка: таблиця складена за даними джерел